# Heizomat/Saison 2010
Dieser Artikel listet Erfolge und Mannschaft des Radsportteams Heizomat in der Saison 2010 auf.

## Zugänge – Abgänge
| Zugänge           | Team 2009        | Abgänge        | Team 2010       |
| ----------------- | ---------------- | -------------- | --------------- |
| Ralf Matzka       | Team Ista (2008) | Florian Völk   | Amateurteam MLP |
| Fabian Schaar     | Team Ista (2008) | Michael Franzl | RSV Rosenheim   |
| Tim Barth         | Neoprofi         | Florian Frohn  | Karriereende    |
| Alexander Krieger | Neoprofi         | Sebastian Hans | Karriereende    |
| Yannick Mayer     | Neoprofi         |                |                 |

## Mannschaft
| Name              | Geburtstag        | Nationalität |
| ----------------- | ----------------- | ------------ |
| Tim Barth         | 1. September 1990 | Deutschland  |
| David Hesselbarth | 4. Juni 1988      | Deutschland  |
| Alexander Krieger | 28. November 1991 | Deutschland  |
| Ralf Matzka       | 24. August 1989   | Deutschland  |
| Yannick Mayer     | 15. Februar 1991  | Deutschland  |
| Nils Plötner      | 7. Mai 1989       | Deutschland  |
| Philipp Ries      | 10. Juli 1989     | Deutschland  |
| Felix Rinker      | 3. Juli 1988      | Deutschland  |
| Fabian Schaar     | 13. März 1989     | Deutschland  |
| Jonas Schmeiser   | 11. Juli 1987     | Deutschland  |